# Arriel McDonald
Arriel Rene McDonald (nacido el 5 de enero de 1972 en Harvey, Illinois) es un jugador de baloncesto estadounidense nacionalizado esloveno. Mide 1,91 metros, y juega en la posición de base-escolta.

## Trayectoria
- Castors Braine (1994–1995)
- Interier Krško (1995–1996)
- KK Olimpija Ljubljana  (1996-1999)
- Maccabi Tel Aviv (1999-2002)
- Panathinaikos BC   (2002-2004)
- MBC Dinamo Moscú  (2004-2005)
- CB Girona  (2005-2007)
- MBC Dinamo Moscú  (2007-2008)
- Mens Sana Basket Siena  (2008-2009)

## Palmarés
- Liga de Eslovenia: 3

KK Olimpija Ljubljana  : 1997, 1998, 1999
- Liga de Israel: 3

Maccabi Tel Aviv: 1999, 2000, 2001
- Liga de Grecia: 2

Panathinaikos BC: 2002-03, 2003-04
- LEGA: 1

Mens Sana Siena:  2009
- Copa de Eslovenia: 3

KK Olimpija Ljubljana  : 1997, 1998, 1999
- Copa de Israel: 3

Maccabi Tel Aviv: 2000, 2001, 2002
- Copa de Grecia: 1

Panathinaikos BC: 2003
- Suproleague: 1

Maccabi Tel Aviv: 2001
- FIBA EuroCup: 1

CB Girona: 2006-07